# Cathédrale de la Sainte-Famille de Tafuna
Cette  cathédrale n’est pas la seule cathédrale de la Sainte-Famille.
La cathédrale de la Sainte-Famille de Tafuna (en anglais : Cathedral of the Holy Family) est la cathédrale du diocèse de Samoa-Pago Pago, située dans le village de Tafuna (en) sur l’île de Tutuila, appartenant aux Samoa américaines (territoire non incorporé et non organisé des États-Unis) ; il existe aussi la co-cathédrale de Saint-Joseph-Travailleur de Fagatogo.
La construction de la cathédrale a commencé entre la fin des années 1980 et le début des années 1990 et a ouvert ses portes en 1995. Elle est connue pour ses œuvres d'art, qui intègrent la culture samoane. Une peinture de 1991 de Duffy Sheridan présente la Sainte Famille, avec une plage samoane comme décor.